# Voiture fantôme
Pour les conducteur et voiture fantômes, voir Circulation à contresens.
Dans les jeux de course vidéo, une voiture fantôme (ou ghost en anglais) est une voiture qui n'est pas pilotée par le joueur. C'est une seconde voiture qui court sur le circuit en plus de celle pilotée par le joueur. Elle effectue le meilleur tour que le joueur a pu réaliser auparavant sur ce circuit. S'il s'agit du premier essai du joueur, alors elle n'apparaîtra pas puisque qu'aucun meilleur tour n’a été enregistré. Physiquement, il est possible que cette voiture soit indiscernable d'une voiture quelconque, si ce n'est qu'il lui est impossible d'entrer en collision avec celle que dirige le joueur pendant la course. Le plus souvent, elle est transparente pour que le joueur comprenne bien dès le début que la voiture n'est pas matérielle. Parfois dans d’autres jeux, elle a le même aspect qu'une autre voiture normale mais devient transparente lorsque sa trajectoire rencontre celle du joueur.
Si le joueur tente à nouveau de courir sur le circuit avec une voiture différente, la voiture fantôme correspondra alors à celle qui lui avait permis d'obtenir le meilleur temps.
Cette voiture a pour objectif d'aider le joueur à se situer pendant sa course. On les retrouve dans les modes de jeu du type contre-la-montre et permet de savoir s'il est en retard ou en avance sur son meilleur temps ou encore à retrouver une trajectoire qu'il lui avait pris de réaliser un bon temps. Ainsi il n'a plus qu'à suivre cette voiture fantôme pour tenter de ré effectuer un bon virage.
Cependant cette voiture peut être gênante sur certains circuits, en particulier ceux où sa trajectoire est quasi identique à celle que désire prendre le joueur. Selon les jeux, le joueur peut alors avoir la possibilité de désactiver cette voiture avant de courir sur le circuit ou même pendant la course.
On peut retrouver ces voitures fantômes dans des jeux comme Gran Turismo, F-Zero ou encore TrackMania.